# Coleocephalocereus
Coleocephalocereus é um gênero botânico da família Cactaceae'. São cactos colunares erectos e semi-erectos nativos do Brasil. Desenvolvem um cefálio lanoso e com cerdas.
O género foi descrito por Curt Backeberg e publicado em Blätter für Kakteenforschung 1938(6): [22]. 1938. . A espécie-tipo é Coleocephalocereus fluminensis
Trata-se de um género reconhecido pelo sistema de classificação filogenética Angiosperm Phylogeny Website.

## Etimologia
Coleocephalocereus: nome genérico que vem do grego: κολεός (Koleos) = "gineceu" e κεφαλή (kephale) que significa "cabeça", referindo-se à forma dos cefálios.

## Espécies
O género tem 23 espécies descritas das quais 9 são aceites:
- Coleocephalocereus aureus F.Ritter
- Coleocephalocereus braunii Diers & Esteves
- Coleocephalocereus buxbaumianus Buining
- Coleocephalocereus diersianus P.J.Braun & Esteves
- Coleocephalocereus estevesii Diers
- Coleocephalocereus fluminensis (Miq.) Backeb.
- Coleocephalocereus goebelianus (Vaupel) Buining
- Coleocephalocereus pluricostatus Buining & Brederoo
- Coleocephalocereus purpureus (Buining & Brederoo) F.Ritter

## Sinonímia
Buiningia Buxb.